# Elgoibar
Elgoibar è un comune spagnolo di 10 440 abitanti situato nella comunità autonoma dei Paesi Baschi.
Ha dato i natali a Joseba Etxeberria, uno dei più grandi e rappresentativi giocatori baschi di sempre. È inoltre la città di nascita di Arnaldo Otegi, politico e indipendentista basco.